# مورمانو
مورمانو هي مدينة في مقاطعة كوزنسا في منطقة كالابريا بجنوب إيطاليا. تقع في قلب حديقة بولينو الوطنية بالقرب من مجرى نهر لاو.

## المدن التوأم
- سافيليانو، إيطاليا

## وصلات خارجية
- الموقع الرسمي
 باللغة الإيطالية
- Video on http://www.telecosenza.it باللغة الإيطالية

1. ↑  "Superficie di Comuni Province e Regioni italiane al 9 ottobre 2011" (بالإيطالية). Istituto nazionale di statistica. Retrieved 2019-03-16.
2. ↑   https://demo.istat.it/?l=it. {{استشهاد ويب}}: |url= بحاجة لعنوان (مساعدة) والوسيط |title= غير موجود أو فارغ (من ويكي بيانات) (مساعدة)
3. ↑  GeoNames (بالإنجليزية), 2005, QID:Q830106